# 18 août 1976
Le mercredi 18 août 1976 est le 231e jour de l'année 1976.

## Naissances
- Alex Katunich, musicien américain
- Andrea Zimmermann, skieuse-alpiniste suisse et coureuse en montagne
- Bernardo Atorrasagastegui Ordóñez, membre présumé d'ETA
- Brandon Prideaux, joueur américain de football
- Bryan Volpenhein, rameur américain
- Daphnée Duplaix, actrice américaine
- Jon Busch, joueur américain de football
- Juan Antonio Ramos, taekwondoïste espagnol
- Kirsten van den Hul, éditorialiste et femme politique néerlandaise
- Lee Seung-yeop, joueur sud-coréen de baseball
- Marek Jiras, céiste tchèque
- Mario Muscat, joueur de football maltais
- Michael Greis, biathlète allemand
- Michael Greis, biathlète allemand
- Paraskevás Ántzas, joueur de football grec
- Tom Malchow, nageur américain
- Vadim Zviaguintsev, joueur d'échecs russe
- William Bryant Voigt, entraîneur de basket-ball américain

## Décès
- Raoul Monmarson (né le 19 octobre 1895), écrivain français

## Événements
- Incident du peuplier : assassinat de 2 soldats américains par l’armée populaire de Corée, dans la Joint Security Area.